# パルラディ (カファロフ)
掌院パルラディ（1817年9月29日（ユリウス暦:9月17日） - 1878年12月18日（12月6日）、露: Архимандрит Палладий）は、ロシアの初期の中国研究者。
「パルラディ」は修道名であり、俗名は「ピョートル・イヴァノヴィチ・カファロフ」（ロシア語: Пётр Ива́нович Кафа́ров）である。正教会の修道士は通例修道名のみで呼ばれるが、同名人物との区別が必要な際などに姓を表記される事があり、本項の記事名は修道名（パルラディ）と姓（カファロフ）から構成されている。

## 経歴
ピョートル・カファロフ（のちのパルラディ）はチストポリで正教会の司祭の家庭に生まれた。カザン神学校とサンクトペテルブルク大学で学び、そこから中国で活動するロシア正教会伝道団に送られた。
師イアキンフ・ビチュリンと同様、パルラディはロシア正教会の修道士であった。中国滞在中に、測り知れないほど貴重な多くの写本を発見し、出版した。その中には「元朝秘史」も含まれている。30年以上に亘って、掌院パルラディはロシア正教会の中国伝道団をまとめ、現地の民族学・言語学の研究を行った。1878年に病気のため帰国する途中でマルセイユで没し、ニースに埋葬された。
パルラディは「パルラディ転写法（通称：パルラディ・システム(Palladius system)）」として知られる中国語のキリル文字転写を考案した。この転写方法やそれを元に表化したパルラディ転写表は、その後も現在に至るまで、ロシアで中国の人名・地名を公式に記述する際の基礎となっている。
掌院パルラディによって編纂された中露辞典は、今日でもなお、科学的著作としてよく知られている。

## 著作
- Cinii(パルラディ著作)